# Asplenium azoricum
Asplenium azoricum es un helecho de origen híbrido de la familia Aspleniaceae, descendiente del ancestral helecho macaronésico Asplenium anceps. Vive exclusivamente en las Islas Azores, es decir, es un endemismo azoriano estricto. 

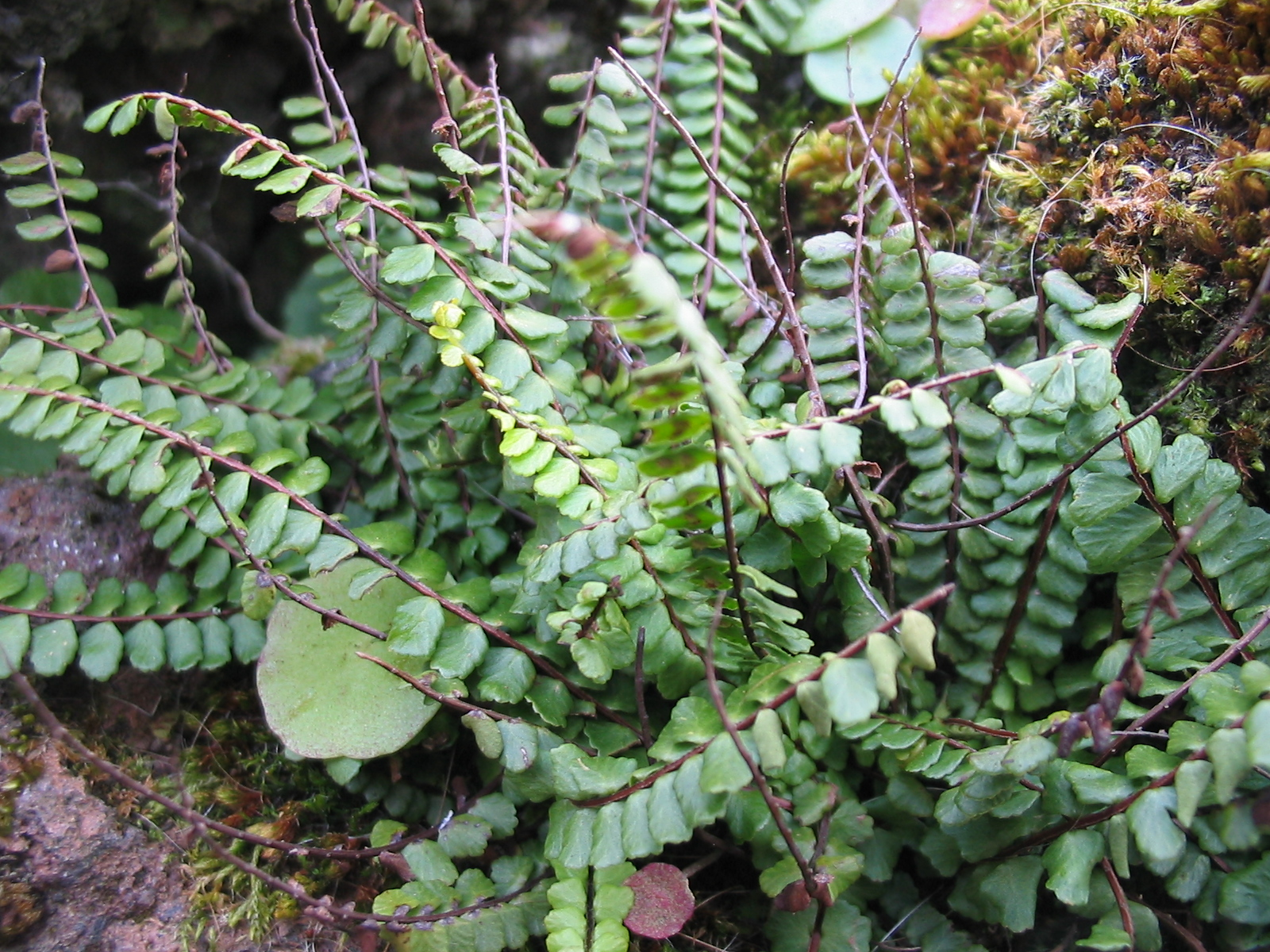
En su hábitat

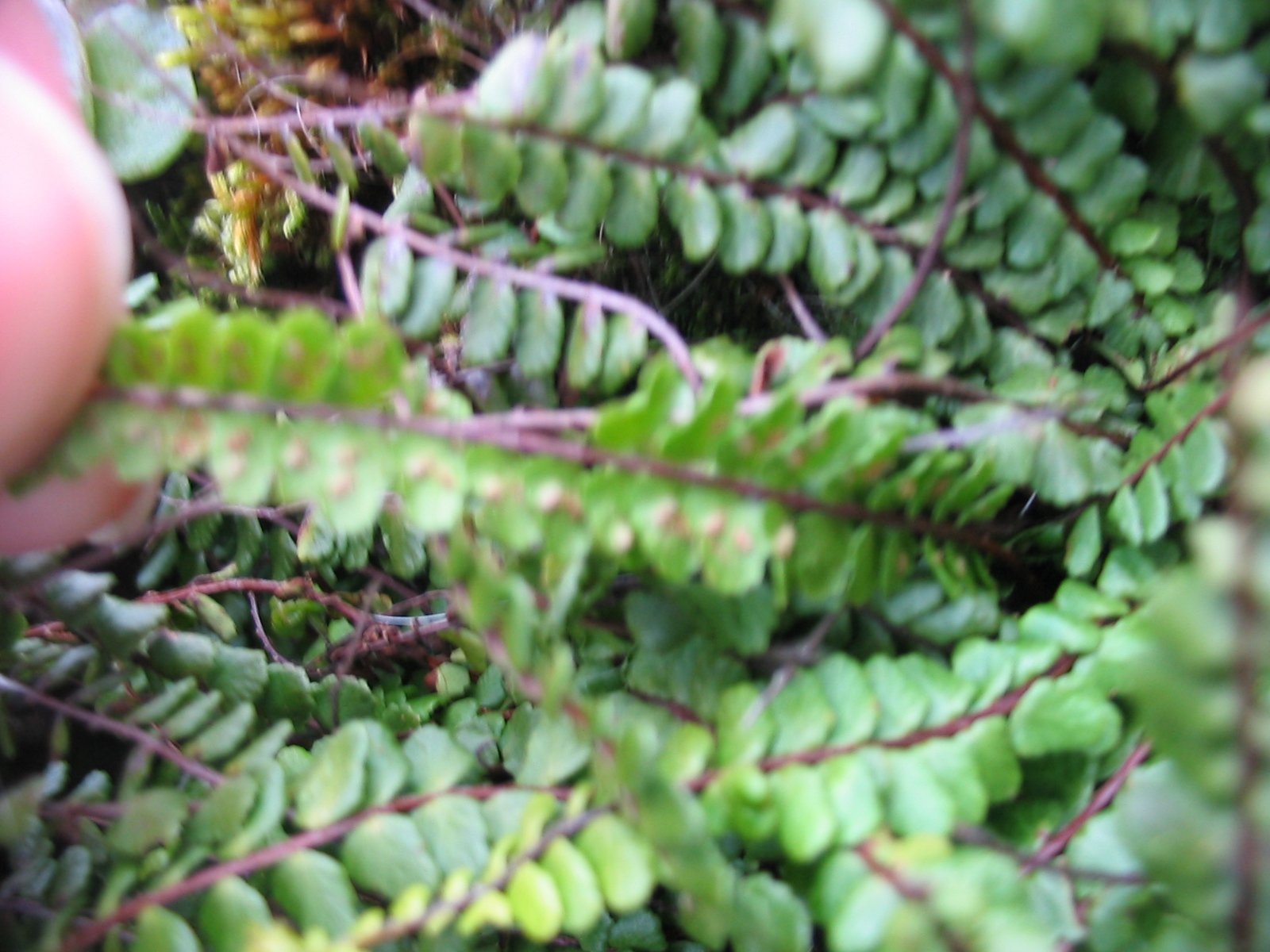
Detalle de las esporas

## Descripción
Sus frondes son coriáceos como de plástico y el raquis es muy grueso, de color granate oscuro y brillante. Una característica típica de este helecho, que comparte con todos los descendientes del Asplenium anceps, es la existencia de una pequeña aurícula en la base de las pinnas medianas e inferiores dirigida hacia el apex de la lámina con uno o dos soros en su envés. 

## Hábitat
Vive entre las piedras de las paredes de los bancales y en las grietas de rocas volcánicas orientadas hacia el norte y noroeste. Dependiendo del grado de exposición al sol, su fenotipo cambia mucho, haciéndose más coriáceo cuanto más luz solar recibe. 

## Distribución
Vive en las nueve Islas Azores, de donde es endémico.

## Híbridos
- Asplenium azomanes (Asplenium trichomanes ssp. coriaceifolium): híbrido alotetraploide por cruzamiento entre A. azoricum y A. trichomanes.

## Taxonomía
Blechnum azoricum fue descrita por Lovis, Rasbach, K.Rasbach & Reichst  y publicado en American Fern Journal 67(3): 88. 1977.
Etimología
Ver: Asplenium
azoricum: epíteto geográfico que alude a su localización en las Azores.